# Cankuzo (stad)
Cankuzo is een stad in het oosten van Burundi. Cankuzo is de hoofdstad van de gelijknamige provincie.